# Steven C. Miller

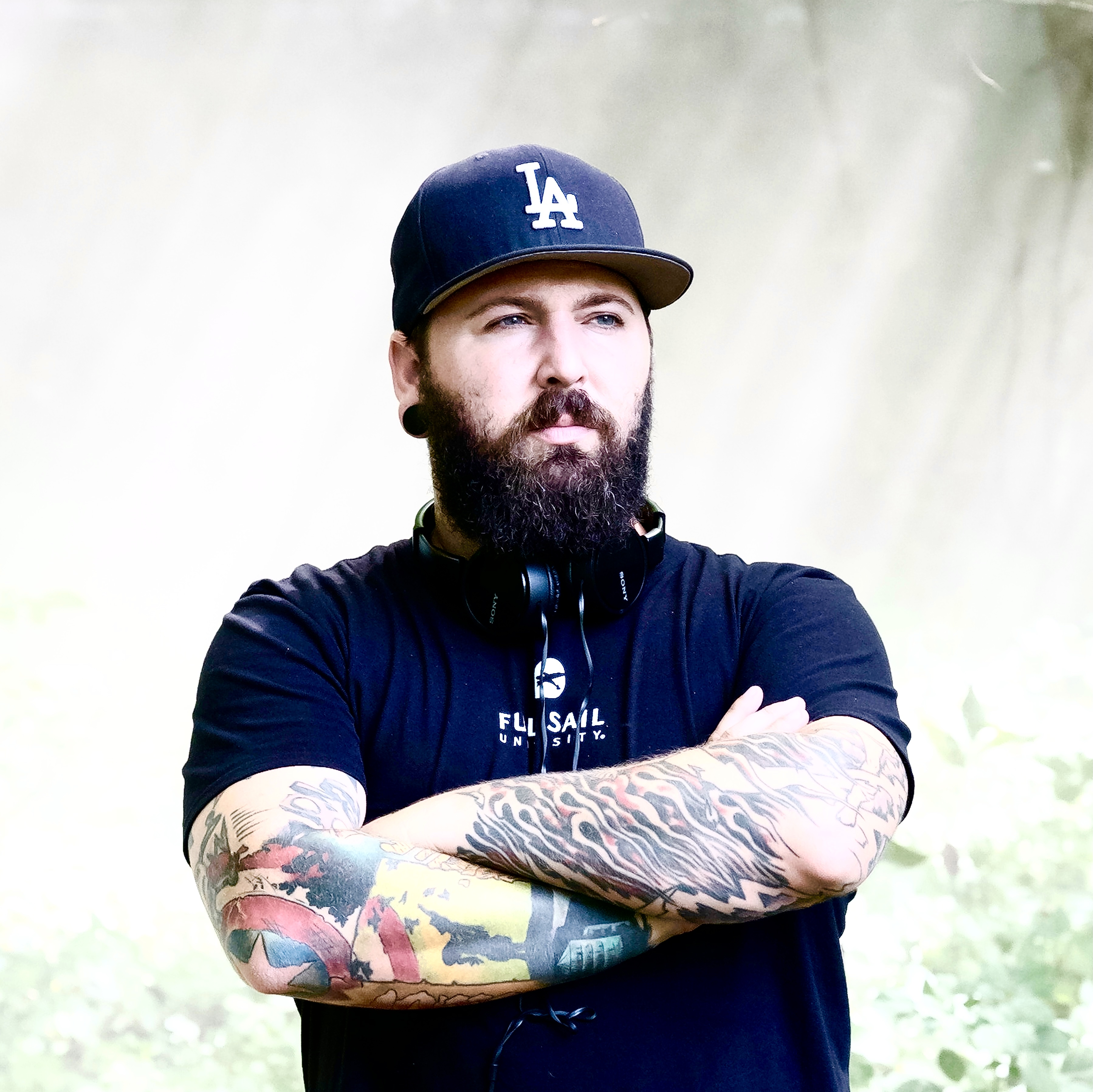
Steven C. Miller, 2016

Steven C. Miller (* 8. März 1981 in Decatur, Georgia) ist ein US-amerikanischer Filmregisseur und Filmeditor.

## Leben
Miller gab sein Regiedebüt im Jahr 2005 mit einer Kurzdokumentation zum Film Frankenstein Reborn von Leigh Scott. Ebenfalls 2005 beendete er sein Studium an der Full Sail University. Im Jahr darauf inszenierte er den Low-Budget-Film Run for Blood, an dem er auch als Filmeditor beteiligt war. Eine direkt anschließende Karriere innerhalb des Hollywood-Studio-Systems zerschlug sich.
Erst mit Verzögerung folgten weitere Produktionen, vor allem aus dem Action- und Horrorbereich. Am bekanntesten ist Silent Night aus dem Jahr 2012, der eine Neuverfilmung von Stille Nacht – Horror Nacht (Silent Night, Deadly Night) aus dem Jahr 1984 darstellt. Die Filme Extraction (2015) und Marauders (2016) waren mit Bruce Willis prominent besetzt. 2017 folgte mit First Kill eine weitere Kooperation der beiden.

## Filmografie (Auswahl)
- 2006: Run for Blood (Automaton Transfusion)
- 2011: Scream of the Banshee
- 2012: Under the Bed – Es lauert im Dunkeln (Under the Bed)
- 2012: The Aggression Scale
- 2012: Silent Night – Leise rieselt das Blut (Silent Night)
- 2015: Extraction
- 2016: Marauders
- 2016: Submerged
- 2017: Arsenal
- 2017: First Kill
- 2018: Escape Plan 2: Hades
- 2019: Line of Duty
- 2024: Werewolves